# Диференциално уравнение на Бернули
 Тази статия е за диференциалното уравнение.  За уравнението от механика на флуидите вижте Уравнение на Бернули.  
Уравнението на Бернули е диференциално уравнение от първа степен от вида:
{\displaystyle {\frac {dy}{dx}}+Py=Qy^{\alpha }},
където {\displaystyle \alpha } е дадено число, а {\displaystyle P} и {\displaystyle Q} са функции на {\displaystyle x}.
Формулирано е през 1695 г. от Якоб Бернули, който и открива как със субституция от вида:
{\displaystyle z=y^{1-\alpha }}
да го редуцира до линейно диференциално уравнение. Над решаването му са работили също и братът на Якоб – Йохан Бернули и Готфрид Лайбниц.